# Peking All-Stars
Peking All-Stars fue una banda de rock creada en Pekín, China en 1979 por extranjeros residentes en la capital china, y que se considera el primer grupo de rock de China. 

## Historia
La banda estaba formada por Graham Earnshaw, en la guitarra y voz, un baterista brasileño llamado Chris Richard y Thwaites, un bajista australiano que era corresponsal en China para la Comisión Australiana de Radiodifusión (ABC). 
Realizaron su primer concierto de rock en China en una sala de un campus universitario en Beijing a finales del verano de 1979, actuación que cuenta con una fotografía en el libro de China después de Mao de Liu Heung Shing.
La banda dominó la escena musical de Pequín a principios de la década de 1980 ya que no había nadie más que realizara música rock occidental en dicha ciudad. 

## Componentes
Su composición ha cambiado regularmente a lo largo de los años, llegando a contar con los siguientes componentes:
- El guitarrista y cantante Graham Earnshaw, fundador de la banda, quien llegó a reivindicar ser la primera persona en participar en el kazoo en la Gran Muralla de China.
- El guitarrista Michael Schoenhals, después de aprovechar su colección junto a Presidente Mao en una posición con expertos escandinavos en Revolución Cultural de China.
- El Palestino guitarrista, Nassir, quien se tomó un año sabático de la banda a mediados de 1983 para conducir los tanques contra Israel en el Líbano meridional y que se suicidó alrededor de 1991.
- El guitarrista norteamericano Tad Stoner, que más adelante se convirtió en periodista y dueño de un bar en Hong Kong y otros lugares.
- El bajista estadounidense Fred Burke, quien posteriormente se convirtió en un destacado abogado corporativo en Vietnam.
- El guitarrista estadounidense Larry Vest, quien está actualmente desaparecido.
- El saxofonista sueco Frédéric Cho, quien llegó a convertirse en uno de los expertos financieros de China de Escandinavia y administrador de Asia como corresponsal de un Banco.
- El baterista de Madagascar, Robinson, quien fundó su propia banda llamada Nogabe, y que actualmente reside en Londres.